# Assassinio di Vincent Chin
Vincent Jen Chin (陳果仁 in cinese; Chén Guǒrén in pinyin) fu un progettista cinese-americano nato nella provincia di Guangdong, Cina il 18 maggio 1955 e brutalmente ucciso nel 1982 da due uomini bianchi, Ronald Ebens (supervisore di un impianto della Chrysler) e il figliastro Michael Nitz.
Ebens e Nitz aggredirono Chin a seguito di una rissa avvenuta in uno strip club di Highland Park (Michigan), dove Chin aveva festeggiato il suo addio al celibato con gli amici prima dell'imminente matrimonio. I due uomini scambiarono Chin per un immigrato di origine giapponese e si presume che abbiano rivolto contro di lui degli insulti razzisti mentre lo assalivano. Secondo Ebens e Nitz, Chin e i suoi "connazionali" giapponesi erano responsabili dell'insuccesso dell'industria automobilistica statunitense a scapito di quella giapponese.
A quel tempo, l'area metropolitana di Detroit assistette a numerosi episodi di discriminazione nei confronti degli asioamericani (Asian Americans in inglese), dal momento che la notevole importazione di automobili giapponesi nel mercato interno degli USA era parzialmente responsabile del declino delle tre principali case automobilistiche statunitensi (spesso indicate come Big Three). In sostanza, il crescente numero di lavoratori americani licenziati mostrava risentimento nei confronti dei colleghi asiatici.
Chin fu portato d'urgenza all'Henry Ford Hospital di Detroit, dove un'infermiera spiegò ad un amico d'infanzia di Chin che la vittima non aveva speranza e che ormai il suo cervello era già morto, tant'è che il decesso di Chin fu dichiarato quattro giorni dopo.
Ebens e Nitz furono accusati di omicidio di secondo grado. Ciononostante riuscirono a contrattare fino ad ottenere l'accusa di omicidio colposo, per la quale si dichiararono colpevoli nel 1983. Furono condannati a pagare una multa di 3000 $, scontando tre anni di libertà vigilata, senza però incarcerazione. Ebens e Nitz non negarono mai di aver ingaggiato una rissa, ma affermarono più volte che la lotta non fu motivata da questioni razziali e che loro stessi non avrebbero rivolto alcuna offesa discriminatoria nei confronti di Chin.
La condanna fu ritenuta troppo indulgente e scatenò proteste da parte degli asioamericani in tutta la nazione. Il presidente del Detroit Chinese Welfare Council si disse stupefatto che la vita di un uomo cinese-americano valesse "appena tremila dollari". Col tempo, il caso è divenuto un punto di svolta simbolico per l'impegno per i diritti civili degli asioamericani nonché un momento critico per gli attivisti che chiedono legislazioni federali più ferree contro i crimini d'odio.

## Biografia
Chin nacque il 18 maggio 1955 nella provincia di Guandong, Cina, l'unico figlio di Bing Hing Chin (noto anche come David Chin o C.W. Hing) e Lily Chin (nata Lily Yee). Grazie al servizio prestato durante la Seconda guerra mondiale, il padre di Vincent ottenne la licenza di trasferire negli Stati Uniti una sposa cinese. Purtroppo Lily andò incontro ad un aborto spontaneo nel 1949 e si scoprì che non poteva avere figli, pertanto lei e il marito optarono per adottare Vincent da un orfanotrofio cinese, nel 1961.
Chin crebbe ad Highland Park fino al 1971, quando il padre fu aggredito e la famiglia decise di trasferirsi ad Oak Park. Vincent si diplomò alle scuole superiori locali nel 1973 e si iscrisse in seguito al Control Data Institute. Nel 1982 risultava impiegato come progettista industriale presso la Efficient Engineering, una ditta per rifornimenti automobilistici, così come lavorava come cameriere presso il ristorante Golden Star di Ferndale. Era fidanzato e la data del matrimonio era fissata per il 28 giugno 1982.

## Omicidio
Lo scontro tra i tre uomini cominciò al The Fancy Pants Club, quando Chin si offese per un commento fatto da Ebens ad una spogliarellista che aveva appena finito di ballare al tavolo di Chin. Come anticipato, Chin si trovava nel club per festeggiare il suo addio al celibato (si sarebbe dovuto sposare otto giorni dopo) e secondo un'intervista condotta da Michael Moore (uscita sul Detroit Free Press) Ebens avrebbe detto alla spogliarellistaː "Non fare caso a quei piccoli bastardi, non saprebbero riconoscere una brava ballerina neppure se ce l'avessero davanti".
Ebens sostenne che fosse stato Chin ad ingaggiare lo scontro, avvicinandosi a Nitz ed Ebens dando un pugno in faccia a quest'ultimo senza che lo avesse provocato. Ad ogni modo, dei testimoni riferirono che Ebens aveva stuzzicato Chin dicendogli "E' colpa di voi figli di puttana se siamo senza lavoro", riferendosi al fatto che industrie automobilistiche come la Chrysler stentavano a reggere la competizione con i marchi giapponesi. Nitz era già stato licenziato nel 1979. Chin, comunque, era di origini cinesi e non giapponesi e si ritiene che Ebens gli rivolse contro degli insulti razzisti.
Lo scontro si inasprì quando Nitz prese le difese del patrigno e Chin cominciò a rispondere alla botte. Ebens e Nitz finirono a terra, con Nitz che riportò un taglio sulla fronte causato da una sedia rotta. Chin e i suoi amici lasciarono il locale, mentre un buttafuori scortò Ebens e Nitz nel bagno per controllare le ferite.
Robert Siroskey, un amico di Chin, si separò dal suo gruppo e tornò dentro al locale verso il bagno. Si scusò per il comportamento dell'amico, dicendo che Chin aveva bevuto un po' troppo dato che era il suo addio al celibato. Anche Ebens e Nitz non erano sobri, ma avevano bevuto dell'alcol altrove perché il night club non serviva alcolici. Poco dopo un altro amico di Chin, Jimmy Choi, tornò indietro a cercare Siroskey.
Quando Ebens e Nitz lasciarono il locale, Chin e i suoi amici erano ancora all'esterno ad aspettare Siroskey. Chin sfidò Ebens e Nitz a riprendere la lotta in un parcheggio, ma la situazione sfuggì di mano ed Ebens andò alla macchina di Nitz, raccolse una mazza da baseball e inseguì minaccioso Chin e Choi fino al parcheggio indicato prima da Chin.
Ebens e Nitz persero le tracce di Chin e ci vollero 20-30 minuti e l'aiuto di un uomo (pagato venti dollari) per stanare Chin ad un McDonald's nelle vicinanze. Chin tentò di scappare, ma fu trattenuto da Nitz e Ebens che lo bastonò con la mazza da baseball fino ad aprirgli il cranio. Un poliziotto assistette impietrito di fronte alla scena e disse che Ebens colpì Chin con così tanta forza che, se fosse stato un giocatore di baseball, avrebbe sicuramente lanciato la palla "fuori campo". Chin fu trasferito d'urgenza all'Henry Ford Hospital di Detroit, in stato di incoscienza. Morì dopo quattro giorni di coma, il 23 giugno 1982. Ebens fu arrestato e trattenuto in attesa di far luce sull'accaduto e, saputo della notizia della morte di Chin, lui e Nitz furono subito accusati di omicidio.

## Conseguenze
Chin fu interrato nel Detroit's Forest Lawn Cemetery.
Nel settembre 1987 la madre di Chin, Lily, si trasferì da Oak Park nella sua città natale di Guangzhou, in Cina, nella speranza di non essere costantemente contattata per parlare della tragedia. Fece ritorno negli Stati Uniti soltanto nel 2001, per ricevere delle cure mediche. Prima della sua morte, avvenuta il 9 giugno 2002, Lily Chin riuscì a istituire un premio in memoria del figlio Vincent, gestito dalla American Citizens for Justice.
Nel periodo 2020-2021 la comunità asiatica statunitense è stata bersaglio di numerose aggressioni, sia fisiche che verbali, per questioni legate alla pandemia di COVID-19. Nel 2021, con la diffusione dell'hashtag #stopasianhate ("basta discriminare gli asiatici"), il caso di Vincent Chin è tornato a far parlare di sé ed è stato considerato come un simbolo della lotta per i diritti civili degli asioamericani.

## Altri media

### Documentari
- Who Killed Vincent Chin? (1987), documentario di Renee Tajima e Christine Choy, nominato agli Oscar del 1989[16]
- Vincent Who? (2009), documentario scritto e prodotto da Curtis Chin e diretto da Tony Lam[17]
- "Killer Swing", Fatal Encounters, programma televisivo andato in onda negli USA il 23 luglio 2013.[18]

### Cultura popolare
- Because They Thought He Was... è una scultura realizzata da Consuelo Echeverria che rappresenta l'accaduto. L'opera è realizzata con pezzi di automobili fusi insieme.[19]

### Approfondimenti
- Alethea Yip, "Remembering Vincent Chin, in AsianWeek, 13-15 giugno 1997 (archiviato dall'url originale il 10 marzo 2010).
- Trascrizione parziale di Who Killed Vincent Chin?, su cs.indiana.edu (archiviato dall'url originale il 23 agosto 2002).
- Frank H. Wu.  Opening Lecture at The 5th Annual Conference in Citizenship Studies: Boundaries, March 27–29, 2008, Wayne State University
- Thirty years since the murder of Vincent Chin.
- Lewis, Shawn D. " 30 years later, Vincent Chin's family awaits justice in fatal beating (archiviato dall'url originale il 2 febbraio 2014)." The Detroit News, 21 giugno 2012.